# Everydays
Everydays is een lied van Buffalo Springfield dat werd geschreven door Stephen Stills. Het verscheen in 1967 op het album Buffalo Springfield again en werd een jaar later meegeperst op de single Expecting to fly.

## Tekst en muziek
Stills speelde het nummer zelf op de piano werd daarbij ondersteund door Jim Fielder op de basgitaar. In het introverte nummer deelden Stills en Richie Furay samen ingetogen de leadzang. Terwijl het pianospel het nummer een jazzy geluid geeft, mixte Neil Young hier de distortion van zijn elektrische gitaar doorheen.
De titel Everydays verwijst naar het leven van alledag dat in het lied beschreven wordt als well, well, well, another day. Een vogel, niets dat gezegd wordt is verkeerd, een supermarkt. Het leven van alledag doodt de tijd. Ondertussen zijn er psychedelische elementen aan toegevoegd, zoals in: Up in a tree a jailbird yellin' at me. Een jailbird is echter geen vogel maar een bajesklant.

## Uitvoeringen en covers
In de jaren erop stond het nummer zelden op verzamelalbums, terwijl het daarentegen in 2001 twee maal terugkwam in de Box set.
Daarnaast verschenen er covers die eveneens in de jazz gedoopt werden, zoals van de Amerikaanse jazzmusicus Kenny Burrell (Blues - The common ground, 1968) en de Britse band Yes (Time and a word, 1970). De versie van Yes verscheen daarnaast ook op verschillende compilatiealbums, zoals 2 originals of Yes en The studio albums 1969-1987. Ook verscheen er enkele decennia later nog een live-versie van Brenda Carol (Live at the HotHouse Cafe, 1999).